# Quintunguenu
Quintunguenu, Quintuguenu o Quintungueno (murió en 1591) fue un caudillo y toqui mapuche. 

## Biografía
Elegido toqui en 1591 tras la muerte de Guanoalca, se caracterizó por su valor y destreza en el asalto del fuerte Marihuenu. Murió ese mismo año, combatiendo contra los españoles en las montañas de Marihuenu. Le sucederá Paillaeco quien también tendrá un corto mando.
Se le describe como "un joven atrevido y ambicioso de gloria"
Su participación en la Guerra de Arauco fue corta, al igual que su mandato como toqui, ya que fue derrotado por las huestes españolas en la primera batalla que lidero como toqui, según las crónicas españolas.

## Batalla de "Marihueñu" o de la "Cuesta de Villagra"
La única batalla de la que tenemos registro de su liderazgo como toqui fue la acontecida en la cuesta de Marihueñu o cuesta de Villagra, actual Lota, en la Cordillera del Nahuelbuta.
Al recibir noticias de que los españoles recibieron nuevas tropas del Perú para poder ir en la conquista de Arauco, Quintunguenu, en su cargo de toqui, reúne a los mejores soldados mapuches de los butalmapus, para armar una defensa en contra del avance español. El lugar elegido para esta defensa fue la cuesta de Marihueñu, sitio donde en 1554 las tropas mapuches lideradas por Lautaro derrotaron a las huestes españolas lideradas por el gobernador Francisco de Villagra.
Logra reunir en la cuesta de 2.000 a 4.000 soldados mapuches, entre los capitanes que se colocaron bajo orden de Quintunguenu destacan Untete, Quelantaro, Curilemu, Apillan, Nantoque, Naqueando, Rapiguano, Careande, Achiguala, Nabalpolo y ColoColo. Mientras que los españoles eran liderados por el gobernador del reino de Chile de ese entonces, Alonso de Sotomayor y Valmediano, el cual logra reunir entre sus tropas a diez compañías, su número fluctúa entre 600 a 1.000 soldados. Estas compañías eran lideradas por "Carlos de Irarrázaval, Juan Ruiz de León, Juan de Gumar, Francisco Cofre, Juan Rodolfo y los soldados Cortés, Quiroz, Ulloa, Galleguillos y Avendaño"
En esta batalla es que el gobernador de Chile Alonso de Sotomayor y Valmediano le produce tres heridas al toqui Quintunguenu, las cuales le producen la muerte en ese mismo momento.